# SVN Zweibrücken
Der SVN Zweibrücken ist ein Sportverein aus dem Zweibrücker Stadtteil Niederauerbach.

## Geschichte
Der Verein wurde 1929 als SV Niederauerbach gegründet. Größere Aufmerksamkeit erlangte man erstmals 1998, als die Fußballer in die Verbandsliga Südwest aufstiegen. Hier belegte der SV meist Plätze im vorderen Tabellendrittel. In der Saison 2007/08 schaffte man als Tabellenerster den Aufstieg in die Oberliga Südwest.

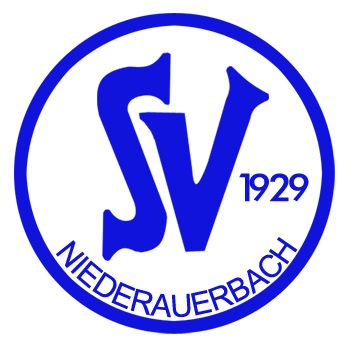
Vereinswappen des SV Niederauerbach

Den größten Erfolg der Vereinsgeschichte feierte der SVN Zweibrücken mit dem Gewinn des SWFV-Verbandspokals 2011 nach einem 2:1-Sieg nach Verlängerung über den SC 07 Idar-Oberstein. Damit qualifizierte sich der Verein für die 1. Hauptrunde des DFB-Pokals 2011/12, in der man auf den Bundesligisten FSV Mainz 05 traf. Am 31. Juli 2011 verlor der SVN Zweibrücken vor 7.165 Zuschauern im Homburger Waldstadion dieses DFB-Pokalspiel mit 1:2 nach Verlängerung.
Außerdem schaffte der Verein in der Saison 2007/08 den Einzug ins Finale des Südwestpokals. Der Finaleinzug bedeutete gleichzeitig die Qualifikation für den DFB-Pokal 2008/09, da der Endspielgegner 1. FC Kaiserslautern II als Zweitvertretung einer Profimannschaft nicht teilnahmeberechtigt war. In der ersten Hauptrunde traf der SV Niederauerbach am 7. August 2008 auf den 1. FC Köln, schied jedoch nach einer 1:5-Niederlage vor 8.500 Zuschauern im Pirmasenser Sportpark Husterhöhe gegen den Bundesligisten aus.
Zum 1. Juli 2009 benannte sich der Verein in SVN 1929 Zweibrücken um. Als Meister der Oberliga Rheinland-Pfalz/Saar 2012/13 gelang dem Verein erstmals der Aufstieg in die Regionalliga Südwest.
Bedingt durch mehrere Trainerwechsel, internen Differenzen und Verlust des Hauptsponsors geriet der SVN in finanzielle Schieflage; durch den Verkauf von Leistungsträgern wurde die Insolvenz verhindert. In der Folge verlor die Mannschaft 18 Spiele in Folge und stieg mit nur 15 Punkten als Tabellenletzter nach der Saison 2014/15 in die Oberliga ab. Die Oberliga-Mannschaft erwies sich jedoch als nicht konkurrenzfähig, es gelang bis zur Winterpause nur ein Sieg, während alle restlichen Spiele verloren wurden. Im Januar 2016 zog der SVN Zweibrücken seine Mannschaft aus dem Spielbetrieb zurück und stand kurz vor der Eröffnung eines Insolvenzverfahrens. In der Saison 2016/17 startet der SV Niederauerbach, in einer Spielgemeinschaft mit dem FC Oberauerbach, in der B-Klasse Pirmasens-Zweibrücken. Die Saison war für die neuformierte Mannschaft nicht einfach, aber am Ende konnte man den Klassenerhalt sichern.

## Erfolge
- Aufstieg in die Verbandsliga Südwest 1998
- Qualifikation zur Teilnahme am DFB-Pokal 2008/09 und 2011/12
- Aufstieg in die Oberliga Südwest 2008
- Südwestpokalsieger 2010/11
- Meister der Oberliga Oberliga Rheinland-Pfalz/Saar 2012/13 und Aufstieg in die Regionalliga Südwest
- 7. Platz in der Regionalliga Südwest

## Stadion
Der SVN Zweibrücken trug seine Heimspiele im Zweibrücker Westpfalzstadion aus. Es fasst 400 unüberdachte Sitzplätze und ca. 4600 unüberdachte Stehplätze, davon sind ca. 2000 für Gästefans. Die benachbarten Kunst- und Naturrasenanlagen wurden für Spiele der Junioren und der 2. Mannschaft benutzt, aber auch die erste Mannschaft trainiert auf den Plätzen.

## Bekannte ehemalige Spieler
- Rufat Dadashov